# 池田斉邦
池田 斉邦（いけだ なりくに）は、因幡鳥取藩の第7代藩主。
幼名秀三郎、のち銀之進と名乗る。初名は昭邦（てるくに）。官位は従四位下、侍従、相模守。

## 生涯
鳥取城で生まれる。1歳年下の弟・永之進（後の斉稷）との間に家督相続争いが起こったが、佐々木磯右衛門事件の後、父・治道より正式に世嗣と認められ、昭邦と名乗る。寛政8年（1796年）、薩摩藩9代藩主島津斉宣の長女・操姫と婚約する。しかし、のちに婚姻前に斉邦が没したため流縁となった（後に本多康禎に嫁ぐ）。寛政10年（1798年）、父・治道の死去に伴い数え12歳で家督を相続する。寛政12年（1800年）、11代将軍徳川家斉の面前で元服、家斉の偏諱を受け斉邦に改名。従四位下を叙任する。
斉邦は若年ながら質素倹約、文武奨励を図り、老中松平定信・薩摩藩8代藩主島津重豪より賞された。
文化4年（1807年）7月9日に死去した。享年21。家督を弟の道稷（斉稷）が継いだ。法号は真證院殿徳應義榮大居士。墓地は鳥取藩主池田家墓所。菩提寺は龍峯山興禅寺。